# 宮野ともちか
宮野 ともちか（みやの ともちか）は、日本の漫画家。青年誌に恋愛漫画を描いている。代表作は『ゆびさきミルクティー』。男性。

## 経歴
髙橋ツトムのアシスタント出身。『肌色ソーダ水』、『reason』、『ナマイキなあまあし』（いずれも『ヤングアニマル増刊Arasi』）と読み切りを書いた後、『ヤングアニマル』本誌で『ゆびさきミルクティー』を2003年1号より6回にわたって短期集中連載。2003年14号より正式に連載が開始された。
なお2003年7月に発売された『ゆびさきミルクティー』の第1巻は、新人のため部数が少なくあっという間に品薄になったようである。これを受けて2004年1月に第2巻は発行部数を大幅に増やした。また、第1巻も増刷されている（初版の第1巻は、元々連載自体の継続の予定もなかったことから巻数を表す「1」の数字がない）。

## 作品リスト

### 連載終了
- ゆびさきミルクティー（『ヤングアニマル』2003年1号 - 2010年6号、全10巻）
- リカ（『ヤングアニマル増刊Arasi』2011年No.5 - 2013年No.10、全2巻）
- オペラグラス（『ヤングアニマルDensi』2016年6月10日 - 2024年5月23日）

### 読切
- 肌色ソーダ水（『ヤングアニマル増刊Arasi』2000年No.3、ゆびさきミルクティー1巻に収録。）
- reason（『ヤングアニマル増刊Arasi』2001年Vol.1、ゆびさきミルクティー2巻に収録。）
- ナマイキなあまあし（『ヤングアニマル増刊Arasi』2001年No.5、ゆびさきミルクティー1巻に収録。）
- エデュケーション（『ヤングアニマルあいらんど』No.4・5）